# Zletovska reka
Zletovska reka (makedonski: Злетовска Река) je rijeka u istočnom dijelu Sjevernoj Makedoniji, koja izvire ispod jednog od vrhova Osogovskih planina – Retki buki na nadmorskoj visini od 1718 m.
Ukupna dužina rijeke je 32,8 km, a površina njenog sliva iznosi 218,72 km². Prosječni izmjereni istjek je 2,64 m.3/sek. U svom gornjem dijelu rijeka teče kroz strmu klisuru koju je sama izdubla u stijenama, tu rijeka ima pad od 42 %, puno brzaca i dva vodopada. Na kraju svog toka Zletovska reka se kod sela Ularci ulijeva u rijeku Bregalnicu.
Zletovska reka ima 35 većih pritoka, od kojih je najveći Venačka reka.
Pri završetku je izgradnja brane Kneževo, u blizini sela Kneževo (pored Kratova) visine 70 m, koje će napraviti akomulaciono jezero kapaciteta 23 milijuna m.3vode. Postoje ideje da se u gornjem dijelu izgradi 3 manje hidrocentrale.